# カール・ミレス
カール・ミレス（スウェーデン語: Carl Milles, 1875年6月23日 - 1955年9月19日）は、スウェーデン生まれの彫刻家。

## 来歴
1875年、スウェーデン、ウップランド地方のウプサラ近郊のオービー (Örby) に生まれる。ミレスは、1879年に母親を亡くしている。姉のルート・ミレス (Ruth Milles) は彫刻家で、異母弟のエヴェルト・ミレス (Evert Milles) は建築家である。

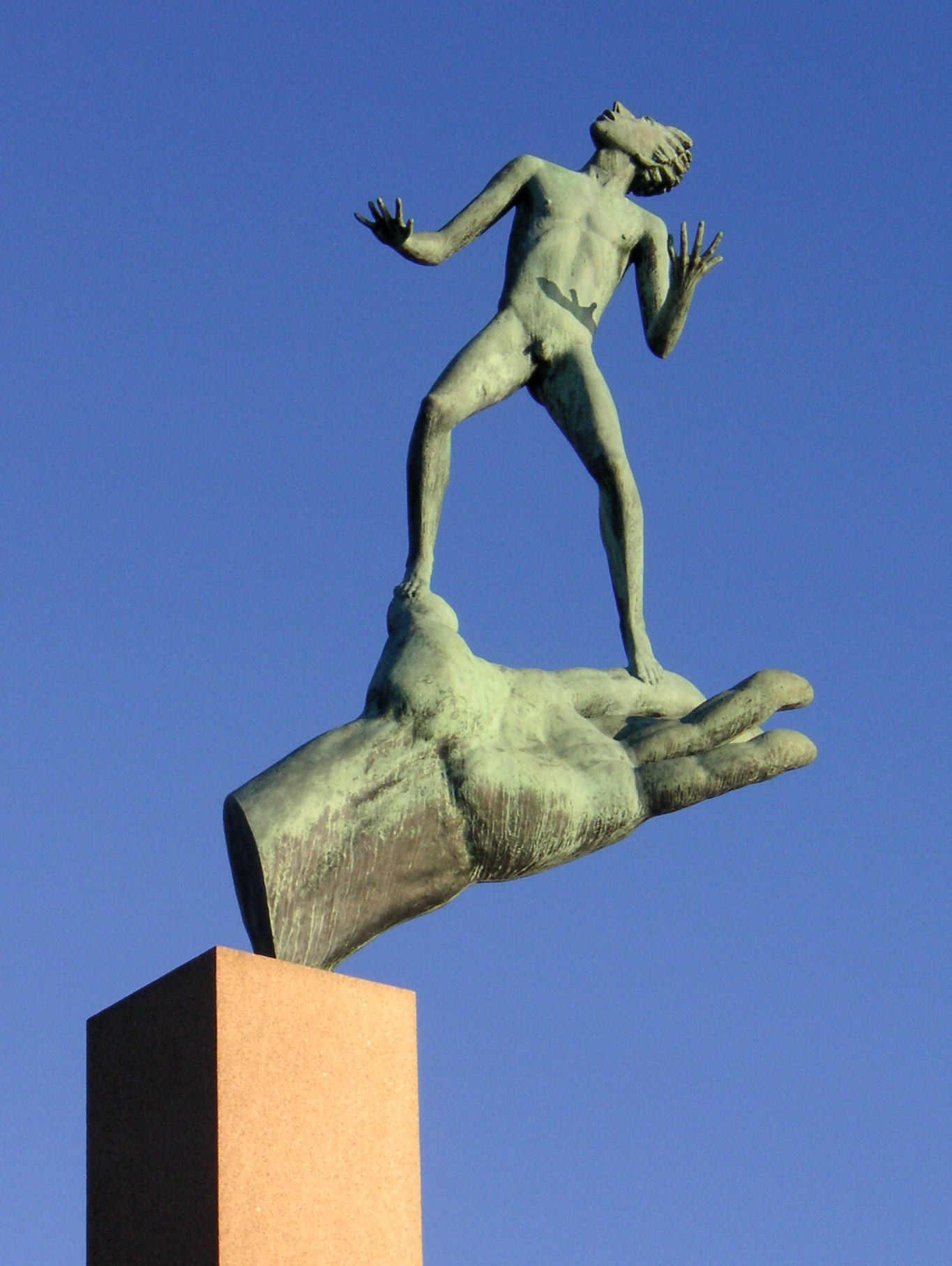
『神の手』

1892年に、高校を中退した後、大工の見習いになり、夜間にストックホルムの工芸学校（後の「コンストファック」）で学び、1895年からはフルタイムの学生になった。
1897年に奨学金を得てフランスのパリに渡ったミレスは、美術学校で解剖学を学び、オーギュスト・ロダンの影響を強く受けている。
1904年にドイツのミュンヘンに渡り、彫刻家アードルフ・フォン・ヒルデブラント (en:Adolf von Hildebrand) の芸術論に影響を受ける。

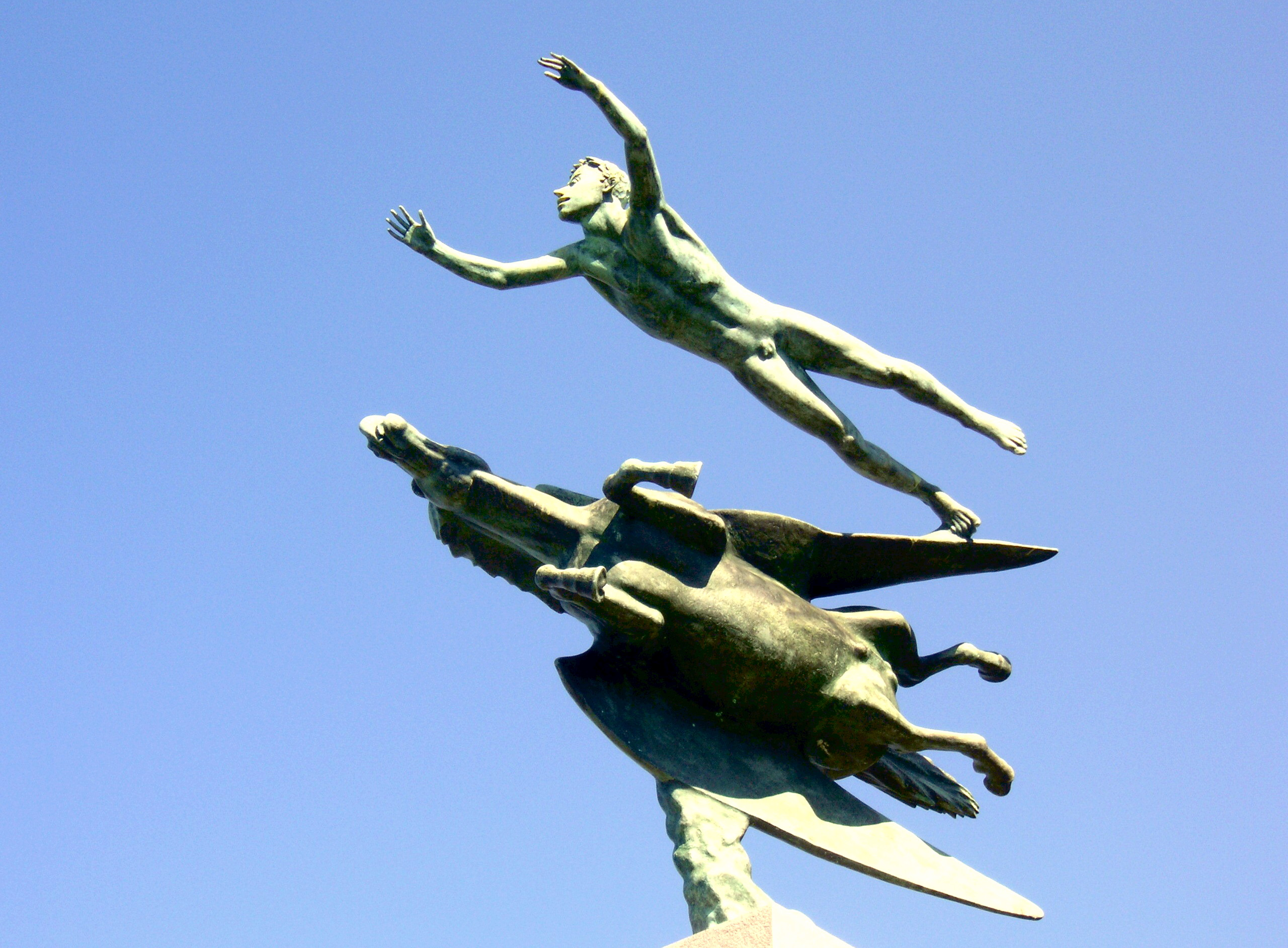
『人とペガサス』

1905年、オーストリア人画家、オルガ・ミレス (sv:Olga Milles) と結婚し、翌1906年、ストックホルムに戻り、北方民族博物館 (en:Nordic Museum) のために木彫像『グスタブ・バサ王』 (sv:Gustav Vasa (skulptur)) を製作する。
1920年から1931年にかけて、ストックホルムの王立美術アカデミーで教授を務める。1931年から1951年にかけて、アメリカ合衆国・ミシガン州のクランブルック・アカデミー・オブ・アートで彫刻の教授を務める。
1945年にアメリカ国籍を取得する。1955年、ミレスは、リーディンゲー (en:Lidingö) にある住居兼アトリエ、ミレスゴーデン (en:Millesgården) で死去する。